# Torpedero Almirante Lynch
El Torpedero Almirante Lynch (1°) recibe su nombre en honor al ilustre marino chileno Patricio Lynch, fue un torpedero al servicio de la Armada de Chile

## Historia
El Almirante Lynch y su hermano el Almirante Condell, fueron botados en 1890.
Tenían un castillo de proa y toldilla elevados, más espolón en proa. Su casco era de acero. Se montaron dos cañones de 14 libras en échelon sobre el castillo de proa y el tercero sobre la toldilla. Se montó un tubo de lanzatorpedos en la proa y otros dos más a cada uno de los costados.
Durante la guerra civil chilena de 1891, durante el llamado combate naval de Caldera, el Almirante Lynch y su hermano atacaron y hundieron a la fragata blindada rebelde Blanco Encalada. Este fue el primer ataque con éxito de un barco de guerra con torpedos automóviles, el primer ataque con torpedos autopropulsados a un barco, aunque fallido curiosamente fue al Monitor Huascar, bajo bandera peruana por parte de la fragata británica HMS Shah, durante la sublevación de 1877, y aún más curioso fue que el blindado fue testigo del naufragio del Blanco Encalada. 
El Almirante Lynch formaba parte de la pequeña fuerza de embarcaciones de las que disponía José Manuel Balmaceda en la Guerra Civil de 1891.
- Datos: Q2576916